# Tony Rominger

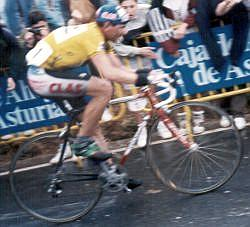
Tony Rominger na Subida al Naranco

Tony Rominger (Vejle, Dinamarca, 27 de março de 1961) foi um ciclista suíço que venceu três Vueltas a España (92, 93 e 94) e um Giro d'Italia (95) num total de 92 vitórias onde se inclui também o recorde da hora. Foi um dos maiores rivais de Miguel Induráin, tendo-se destacado como um grande trepador e um não menos bom contra-relogista.
Como competidor com Miguel Induráin no Tour de France, o seu melhor resultado foi em 1993 quando concluiu a prova em segundo, atrás de Induráin, ano em que venceu o prémio da montanha (camisola branca com bolas vermelhas). As suas três vitórias na Vuelta constituem um recorde.  Roberto Heras bateu-o em 2005, mas dois meses depois acusou EPO num controlo e a sua inerente desclassificação na Vuelta devolveu o recorde a Tony Rominger.
Em 1994 Rominger bateu o recorde da hora por duas vezes em poucos dias, apesar de não ter experiência em pista, tendo usado o velódromo de Bordéus para pedalar 53,832 km e 55,291 km, respectivamente a 22 de Outubro e a 5 de Novembro. Começou em 1994 o período em que foi o líder do ranking mundial (UCI), que se estendeu de Junho de 1994 a Setembro de 1995.
Retirou-se em 1997 após partir a clavícula no Tour de France desse ano.

## Distinções
- Vélo d'Or: 1994
- 2º classificado na Vélo d'Or: 1992
- 3º classificado na Vélo d'Or: 1993

## Palmarés
| 1987 - Giro de Reggio Calabria 1988 - Giro de Emilia - Firenze-Pistoia - 1 etapa do Giro d'Italia - 1 etapa do Tour Méditerranéen - 1 etapa do Giro del Trentino - 1 etapa do Tour de Romandie 1989 - Giro de Lombardía - Tirreno-Adriático - Firenze-Pistoia - Tour Méditerranéen, mais uma etapa - 1 etapa do Tour de Calabria 1990 - Tirreno-Adriático, mais uma etapa - 1 etapa do Tour del Mediterráneo - 1 etapa do Dauphiné Libéré 1991 - Grande Prémio das Nações - Firenze-Pistoia - Paris-Nice, mais 4 etapas - Tour de Romandie, mais 2 etapas 1992 - Vuelta a España, mais 2 etapas - Vuelta al País Vasco, mais 2 etapas - 2 etapas do Paris-Nice - 1 etapa da Vuelta a Asturias - 1 etapa da Volta a Cataluña - Giro de Lombardía - Troféu Luis Ocaña - Subida al Naranco - Firenze-Pistoia | 1993 - Subida a Urkiola - Vuelta a España, mais 3 etapas - Vuelta al País Vasco, mais 3 etapas - 3 etapas Tour de France e vencedor do Prémio da Montanha - 1 etapa do Critérium Internacional 1994 - Grande Prémio das Nações - Grande Prémio Eddy Merckx - Memorial Joseph Voegli - Rominger Classic - GP Telekom - Vuelta a España, mais 6 etapas - Paris-Nice, mais una etapa - Vuelta al País Vasco, mais 2 etapas - Escalada a Montjuic 1995 - GP Telekom - Giro d'Italia, mais 4 etapas - Tour de Romandie, mais 3 etapas - 1 etapa do Vuelta al País Vasco - 1 etapa do Giro del Trentino 1996 - A Través de Lausana - Volta a Burgos, mais 2 etapas - 2 etapas da Vuelta a España - Medalha de bronze no Campeonato Mundial de Ciclismo de Estrada |

## Equipas
- Cilo Aufina (1986)
- Château d'Ax (1987-1990)
- Toshiba (1991)
- CLAS (1992-1993)
- Mapei-CLAS (1994)
- Mapei (1995-1996)
- Cofidis (1997)